# Isodontia mexicana
Isodontia mexicana là một loài côn trùng cánh màng trong họ Sphecidae, thuộc chi Isodontia. Loài này được de Saussure miêu tả khoa học đầu tiên năm 1867.

## Hình ảnh

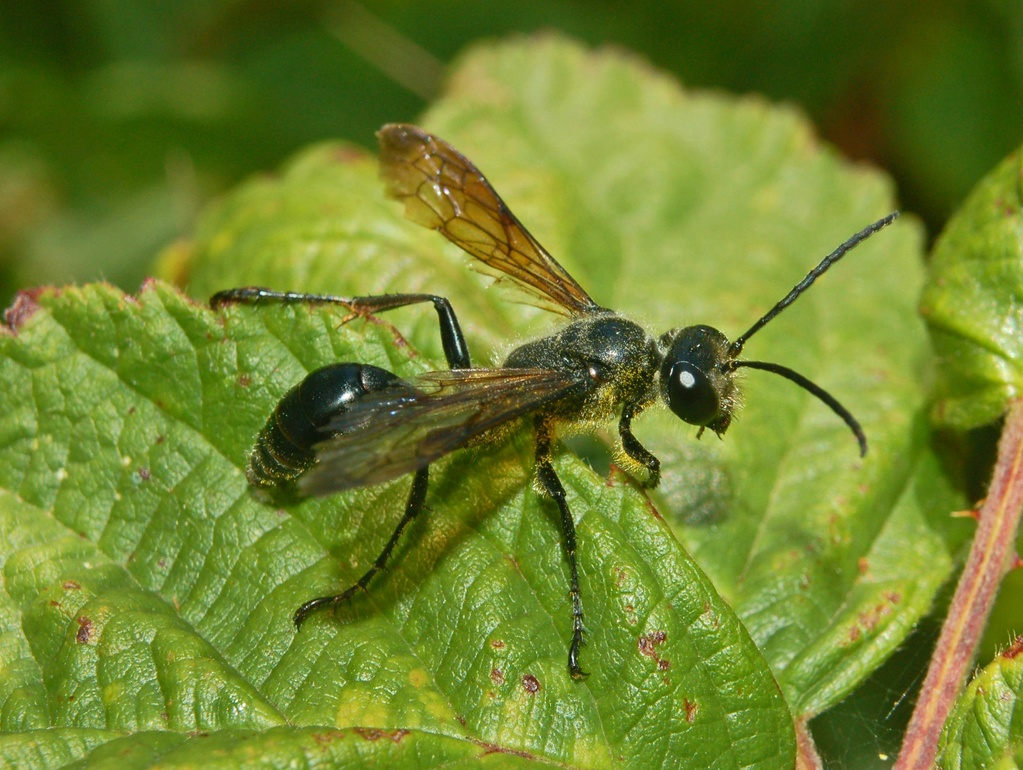
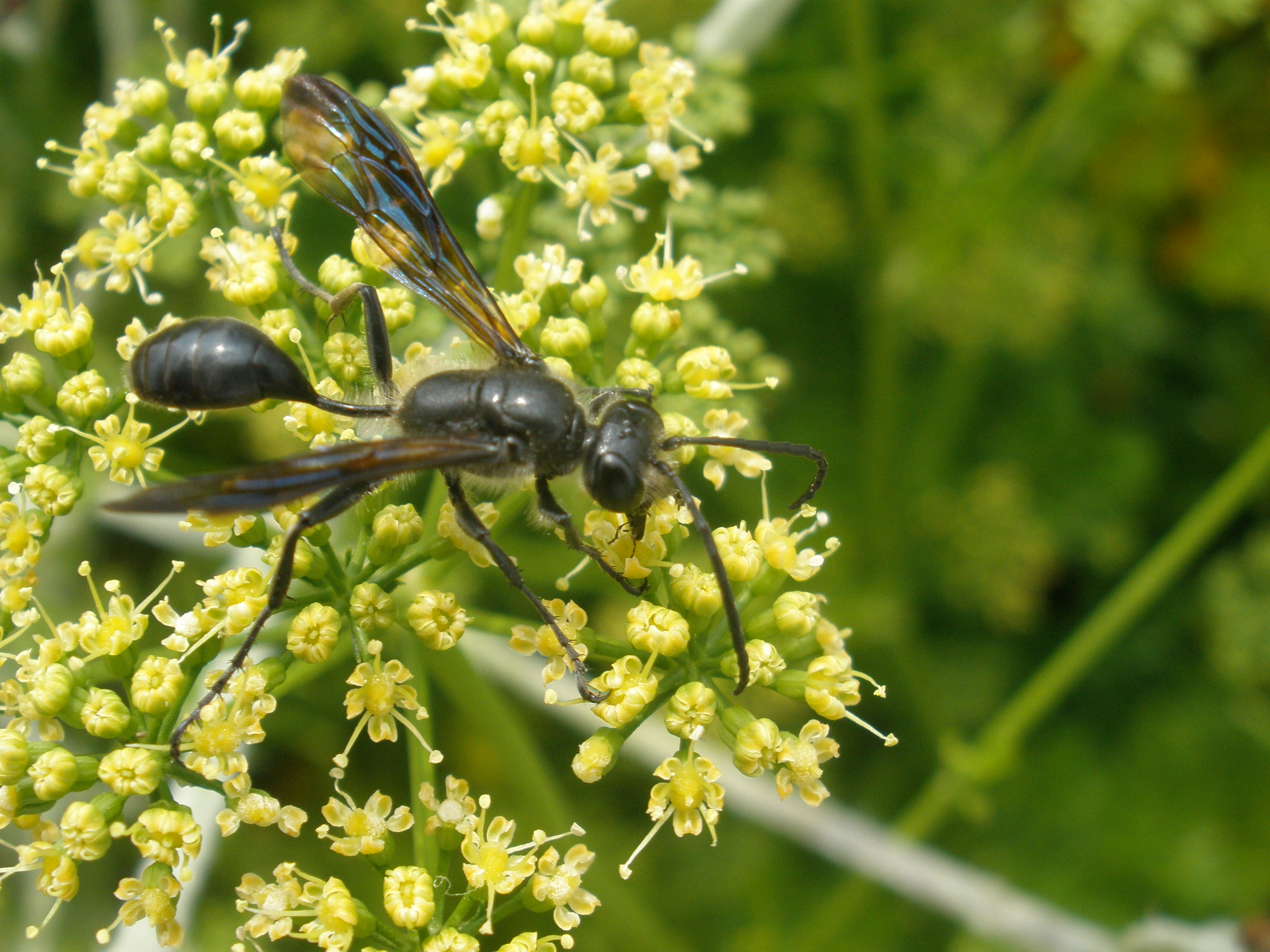
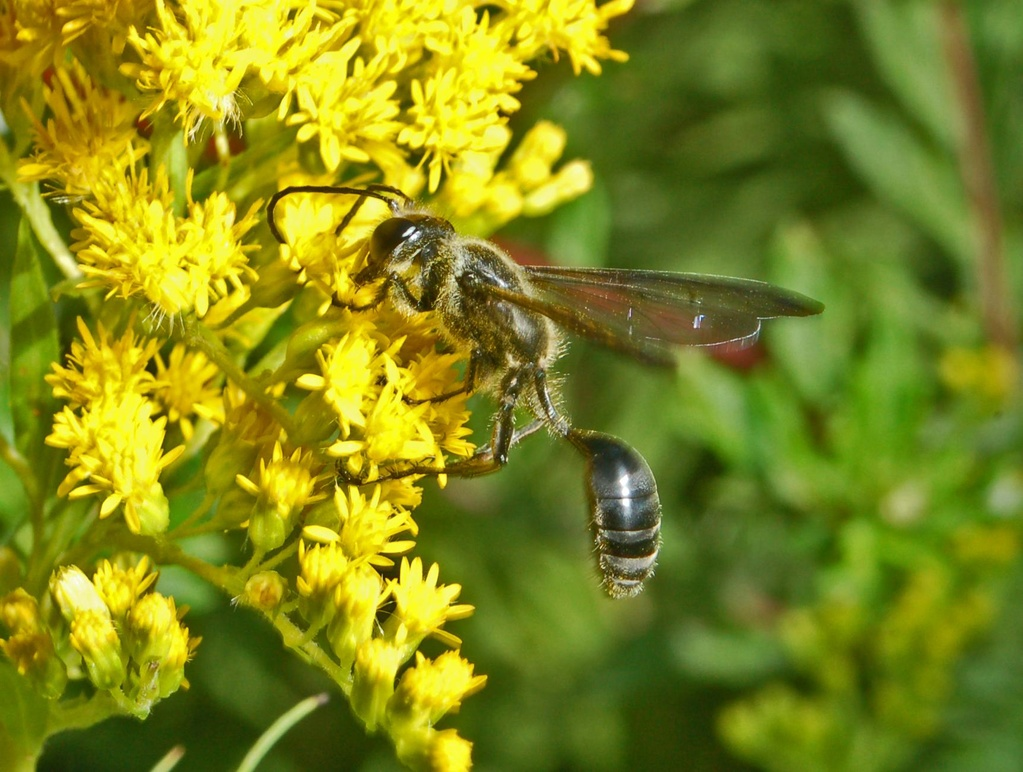
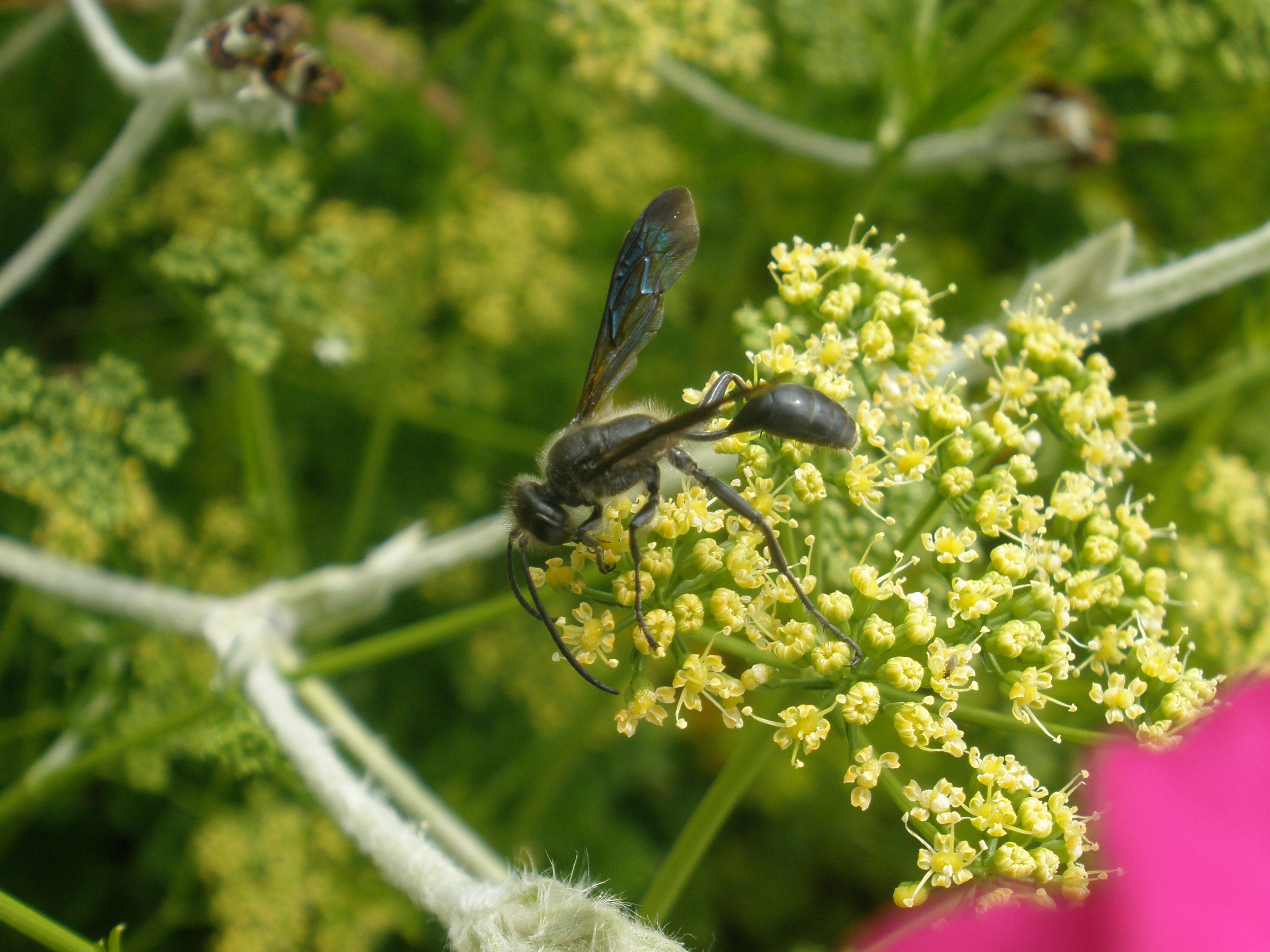